# Classe Kara
A classe Kara (ou Project 1134B Berkut) foi uma classe de cruzadores de mísseis guiados que serviu a marinha soviética. Foi precedida pela classe Kresta II, e sucedida pelas classes Udaloy e Slava.
Foram construídos 7 navios, e apenas um ainda se encontra no serviço ativo.

## Navios da classe
| Nome                                     | Batimento de quilha    | Lançamento             | Completado             | Estado |
| ---------------------------------------- | ---------------------- | ---------------------- | ---------------------- | --- |
| Nikolayev (em russo: Николаев):          | 25 de junho de 1968    | 19 de dezembro de 1969 | 31 de dezembro de 1971 | Desmantelado em 1994.                                                                                                   |
| Ochakov (em russo: Очаков):              | 19 de dezembro de 1969 | 30 de abril de 1971    | 4 de novembro de 1973  | Descomissionado em 22 de agosto de 2011, intencionalmente afundado no canal da baía de Donuzlav, em 6 de março de 2014. |
| Kerch (em russo: Керчь):                 | 30 de abril de 1971    | 21 de julho de 1972    | 26 de dezembro de 1974 | Em serviço na frota do Mar Negro.                                                                                       |
| Azov (em russo: Азов):                   | 21 de julho de 1972    | 14 de setembro de 1973 | 25 de dezembro de 1975 | Descomissionado em 28 de dezembro de 1998, desmantelado em Inkerman (Sevastopol) em 1999-2000.                          |
| Petropavlovsk (em russo: Петропавловск): | 9 de setembro de 1973  | 22 de novembro de 1974 | 29 de dezembro de 1976 | Vendido para a sucata em 1996.                                                                                          |
| Tashkent (em russo: Ташкент):            | 22 de novembro de 1974 | 5 de novembro de 1975  | 21 de dezembro de 1977 | Vendido para a sucata em 1994.                                                                                          |
| Vladivostok (em russo: Владивосток):     | 5 de novembro de 1975  | 5 de novembro de 1976  | 31 de dezembro de 1979 | Vendido para a sucata em 1994.                                                                                          |

## Armamento
O armamento compunha 2 lançadores quádruplos de mísseis SS-N-14 Silex anti-submarino, 2 lançadores duplos de mísseis SA-N-3 Goblet anti-aeronave terra-ar, mísseis Osa (SA-N-4 Gecko), canhões de 76 mm, canhões AK-630 CIWS de 30 mm, mísseis SA-N-6 Grumble anti-aeronave terra-ar, foguetes RBU-6000 e RBU-1000, e tubos de torpedo de 533 mm do tipo PTA-53-1134B.